# Літтл Джонні Джонс
Літтл Джо́нні Джонс (англ. Little Johnny Jones), справжнє ім'я Джо́нні Джонс (англ. Johnnie Jones; 1 листопада 1924, Джексон, Міссісіпі — 19 листопада 1964, Чикаго, Іллінойс) — американський блюзовий піаніст і співак. Працював з Елмором Джеймсом. Кузен піаніста Отіса Спенна.

## Біографія
Джонні Джонс народився 1 листопада 1924 року в Джексоні, Міссісіпі. Кузен піаніста Отіса Спенна. Навчився грати на піаніно і губній гармоніці у дитинстві. У 1946 році разом з родиною переїхав до Чикаго. Зазнав впливу Спенна і Біг Масео Меррівезера. Наприкінці 1940-х грав і записувався з популярним на той час Тампа Редом, замінивши у 1947 році у гурті Біг Масео, у якого стався серцевий напад. У 1949 році записувався на лейблі Aristocrat Records (пізніше Chess), де акомпанував Мадді Вотерсу на двох записах («Screamin' and Cryin'»), який своєю чергою зіграв на двох піснях Джонса «Shelby County Blues» і «Big Town Playboy» (Едді Тейлор у 1955 році перезаписав її на Vee-Jay), остання нині вважається класикою чиказького блюзу. У 1949–1953 акомпанував Тампі Реду на лейблі RCA Victor.
У 1951 році почав співпрацювати з слайд-гітаристом Елмором Джеймсом. Джонс записувався з Джеймсом з 1952 по 1956 роки на чиказьких сесіях лейблів братів Бігарі Meteor, Flair і Modern, а також на Vee-Jay, Checker, Chief і Fire («The Sky Is Crying»). У 1950-х Джонс і Джеймс регулярно виступали у чиказькому кліб Sylvio's (як учасни гурту Джеймса The Broomdusters, до якого також входили саксофоніст Дж. Т. Браун і ударник Оді Пейн). Елмор Джеймс акомпанував на трьох записах Джонса: у 1953 році «I May Be Wrong»/«Sweet Little Woman» на Flair і на останньому комерційно успішному синглі Джонса «Hoy Hoy» на Atlantic.
З 1950-х до початку 1960-х виступав з такими виконавцями як Меджик Сем, Сонні Бой Вільямсон, Сіл Джонсон і Біллі Бой Арнольд, а також очолював власні гурти. У листопаді 1953 році записувався з Альбертом Кінгом на Parrot (Кінг записав тоді п'ять пісень, дві з яких були випущені «Be On Your Merry Way» і «Bad Luck Blues»). На початку 1960-х часто працював сесійним музикантом, зокрема записувався з Хауліном Вульфом («Down in the Bottom», «Shake for Me», «The Red Rooster»). 25 червня 1963 року виступив разом з губним гармоністом Біллі Бой Арнольдом у клубі «Fickle Pickle» в Чикаго (записи цього концерту вийшли у 1979 році на Alligator під назвою Little Johnny Jones with Billy Boy Arnold). Також багато записувався як акомпаніатор з Джиммі Рідом.
У 1960-з продовжував виступати, однак почав страждати від проблем з легенями. У 1961 році у нього був діагностований рак. У 1963 році ще раз приєднався до гурту Хауліна Вульфа і записувався з Вульфом, Едді Тейлором і В.В. Вільямсом. У нього були заплановані гастролі в Європу з Вульфом на кінець 1964 року, однак через проблеми з легенями був вимушений вирушити до лікарні. Помер 19 листопада 1964 року у 40 років в Чикаго, Іллінойс. Похований на кладовищі Рествейл в Алсіпі, Іллінойс.

## Дискографія

### Альбоми
- Little Johnny Jones with Billy Boy Arnold (Alligator, 1979; записаний 1963) з Біллі Бой Арнольдом

### Сингли
- «Big Town Playboy»/«Shelby County Blues» (Aristocrat, 1950)
- «Dirty By the Dozen»/«I May Be Wrong» (Flair, 1953)
- «Doin' the Best I Can»/«Hoy Hoy» (Atlantic, 1954)